# Algirdas Brazauskas

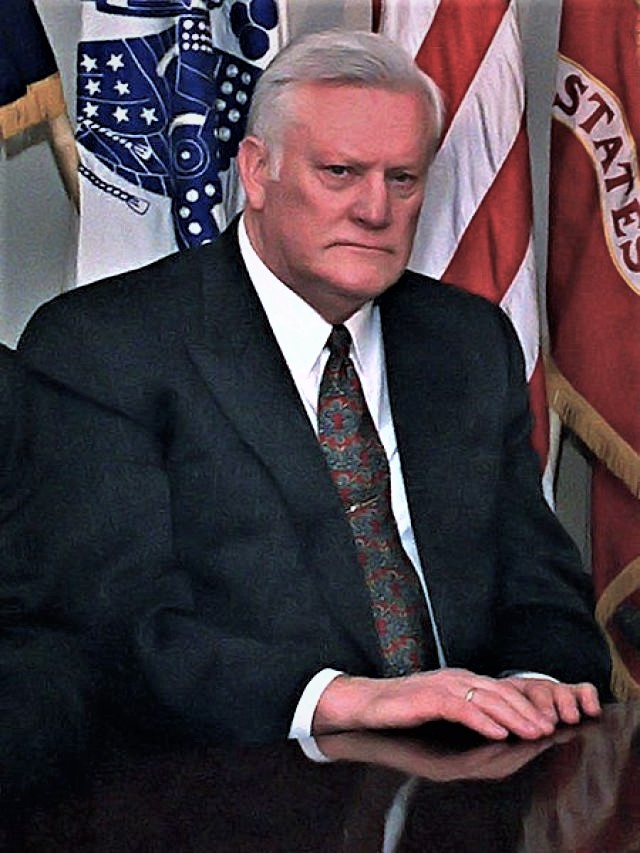
Brazauskas bei einem Besuch in den Vereinigten Staaten 1998

Algirdas Mykolas Brazauskas (anhörenⓘ; * 22. September 1932 in Rokiškis; † 26. Juni 2010 in Vilnius) war ein sowjetlitauischer kommunistischer und litauischer sozialdemokratischer Politiker. Er war Präsident und zuletzt Premierminister seines Heimatlandes.

## Leben
Algirdas Brazauskas stammte aus einer Beamtenfamilie in der Kleinstadt Rokiškis in Nordlitauen. Nach dem Abschluss der Mittelschule in Kaišiadorys nahe Kaunas im Jahre 1951 begann er sein Studium der Hydrotechnik am Polytechnischen Institut in Kaunas. 1956 schloss er das Diplomstudium als Ingenieur ab.

### Karriere in der Sowjetunion
In der Zeit danach arbeitete Brazauskas in verschiedenen Positionen für die Regierung der Litauischen SSR und die Kommunistische Partei. Ab 1965 war er im Litauischen Obersten Sowjet Minister für Baumaterial und ab 1967 stellvertretender Vorsitzender des Staatlichen Planungskomitees. In den 1980er Jahren war er ZK-Sekretär für die Industrie und in dieser Eigenschaft auch zuständig für Energiefragen. Bei den Protesten gegen den Ausbau des Kernkraftwerks Ignalina erwarb er sich einen Ruf als Reformer und Moskau-kritischer Politiker.

### Rolle bei der Singenden Revolution
Im Rahmen der Singenden Revolution wurde er im Oktober 1988 zum Ersten Sekretär der Kommunistischen Partei Litauens (KPL) gewählt. Unter seiner Führung löste sich die Partei im Dezember 1989 von der KPdSU, gab das Machtmonopol auf und wandelte sich zur sozialdemokratischen Partei Lietuvos demokratinė darbo partija (LDDP, deutsch: Litauische Demokratische Arbeitspartei). Brazauskas wurde auf dem Gründungsparteitag im Dezember 1990 zu ihrem Vorsitzenden gewählt und konnte ihre Dominanz in der Politik des unabhängigen Litauen sichern. Bis heute ist die mittlerweile als LSDP firmierende Partei eine der mitgliederstärksten Parteien Litauens.
Er ist einer der 124 Signatare der litauischen Unabhängigkeitserklärung vom März 1990 und war als stellvertretender Premierminister der ersten Regierung unter Kazimiera Prunskienė (März 1990–Januar 1991) von Anfang an eine der führenden Figuren des unabhängigen Litauens.

### Präsident des unabhängigen Litauen
Nach den Wahlen von 1992 wurde er Parlamentspräsident und als solcher auch kommissarischer Staatspräsident (als Nachfolger von Vytautas Landsbergis, dem Führer der Unabhängigkeitsbewegung Sąjūdis und überzeugten Antikommunisten). Im Februar 1993 wählten ihn die Litauer mit 60 % der abgegebenen Stimmen zum Präsidenten Litauens. Brazauskas übte dieses Amt bis zum Februar 1998 aus. Nachdem er sich gegen eine erneute Kandidatur entschieden hatte, wurde er von Valdas Adamkus abgelöst.

### Premierminister Litauens
Im Januar 2001 wurde er zum Vorsitzenden der aus der Fusion der LDDP und der alten, bereits 1896 gegründeten Sozialdemokratischen Partei hervorgegangenen Litauischen Sozialdemokratischen Partei (Lietuvos socialdemokratų partija/LSDP) gewählt. Kurz darauf, im Juli 2001, übernahm er auch das Amt des Premierministers, nachdem die konservativ-liberale Koalition unter Rolandas Paksas nach wenigen Monaten Regierungszeit ihre Mehrheit im Parlament verloren hatte. Die folgende Koalition von Sozialdemokratischer Partei und Neuer Union/Sozialliberale (Naujoji Sąjunga (Socialliberalai)) unter Parlamentspräsident Artūras Paulauskas regierte mit einer komfortablen Mehrheit und brachte eine Zeit politischer Stabilität, die zusammenfiel mit einer sehr positiven Wirtschaftsentwicklung und zuletzt dem Beitritt zu NATO und EU (Frühjahr 2004).
Trotz dieser allgemein positiven (wirtschaftlichen) Entwicklung und seiner (relativ) hohen Beliebtheit musste die Regierungskoalition, die sich vor den Parlamentswahlen im Oktober 2004 zu dem Wahlbündnis „Arbeit für Litauen!“ („Už Darbą Lietuvai!“) zusammengeschlossen hatte, eine herbe Niederlage einstecken und fiel hinter die neu gegründete Arbeitspartei (Darbo partija) des Unternehmers Viktor Uspaskich zurück. Dennoch gelang es Brazauskas, seiner Partei (bzw. seinem Wahlbündnis) im November 2004 in einer Koalition mit der Arbeitspartei die fortgesetzte Regierungsbeteiligung und sich selbst weiterhin das Amt des Ministerpräsidenten zu sichern.
Am 1. Juni 2006 reichte Brazauskas beim Präsidenten den Rücktritt der Regierung ein, nachdem es Unstimmigkeiten mit dem Koalitionspartner Arbeitspartei über die Auswahl neuer Minister aus dessen Reihen gegeben hatte. Bereits im März 2006 war die Regierungsmehrheit durch den Austritt der Neuen Union verloren gegangen, zudem war es Anfang Mai zum Fraktionsaustritt von sieben Mitgliedern der Arbeitspartei gekommen. Die Regierung konnte sich somit ihrer Mehrheit im Parlament nicht mehr sicher sein. Am gleichen Tag bestätigte Präsident Valdas Adamkus den bisherigen Finanzminister Zigmantas Balčytis als provisorischen Ministerpräsidenten bis zur Bildung einer neuen Regierung.

### Persönliches
Algirdas Brazauskas war seit 2002 in zweiter Ehe mit Kristina Brazauskienė verheiratet. Aus erster Ehe mit Julija Brazauskienė hatte zwei Töchter und fünf Enkel.

## Kritik
Nach der Wahl 2004 wurde er immer wieder das Ziel von Kritikern, die ihm vorwarfen, ein politischer Wendehals zu sein. So warnte Brazauskas vor der Arbeitspartei und spielte sie als populistisch herab, doch bildete er nach der Wahl mit ihr eine Koalition. Dazu sagte Brazauskas nun: „Wenn wir jetzt anfangen, zu zählen, wer wann wem was gesagt hat, kommen wir niemals zu einer Koalition.“
Brazauskas verstand es, sich als fürsorgender Landesvater zu zeigen (egal, ob als Präsident oder Premierminister), der sich zum Wohle des Landes stets nach allen Seiten offen gab. Sein bulliges, oftmals hemdsärmliges Auftreten – Brazauskas auf der Jagd ist ein oft gesehenes Bild – ließen ihn in der Bevölkerung als volksnah gelten. Jedoch schadeten die Wendungen und auch Skandale der letzten (Regierungs-)Jahre seiner Popularität.
Nach seinem Tod verweigerte die litauische katholische Kirche unter der Führung von Erzbischof Sigitas Tamkevičius die übliche Aufbahrung des Expräsidenten während der heiligen Messe im Dom von Vilnius wegen seines Lebenswandels und seiner Zugehörigkeit zur kommunistischen Partei.

## Ehrungen

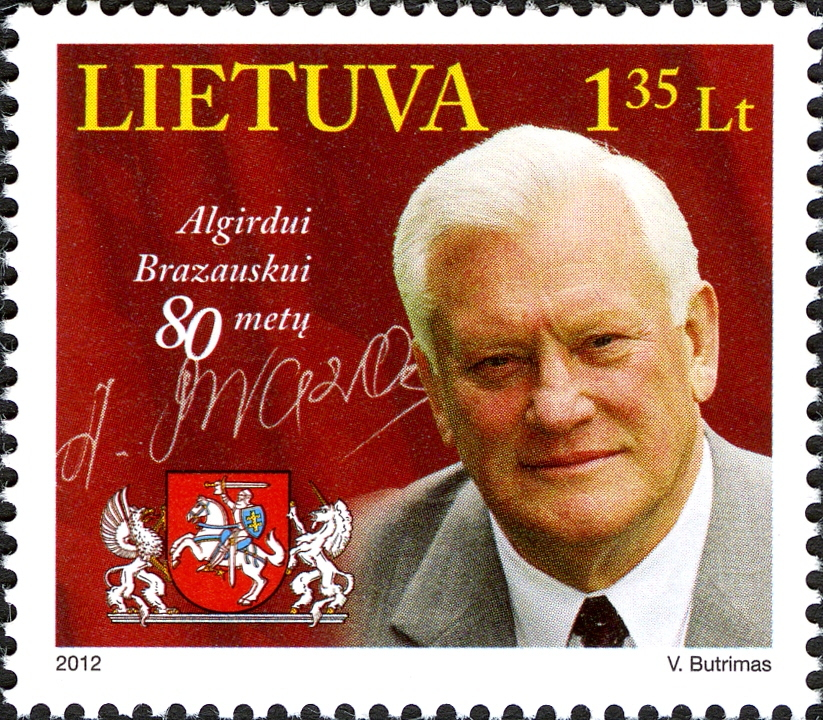
Litauische Sondermarke (2012)

- Anlässlich seines 80. Geburtstages gab die Litauische Post 2012 eine Sondermarke zu Ehren Brazauskas' heraus.
- Ehrenbürger von Vilnius, seit 2015

### Algirdas-Brazauskas-Mittelschule
In Kaišiadorys wurde im Jahre 2000 die Mittelschule, an der Brazauskas 1951 abgeschlossen hatte, in „Algirdas-Brazauskas-Mittelschule“ umbenannt. Diese Umbenennung war aufgrund der früheren Praxis in der sowjetischen Zeit, in der sogar Städte nach kommunistischen Parteigrößen benannt worden waren (Kapsukas, Sniečkus), nicht unumstritten.